# HD 1141
HD 1141，又名BD+76 5，SAO 4071、HR 55，是一颗恒星，视星等为6.35，位于銀經120.89，銀緯14.22，其B1900.0坐标为赤經0h 10m 33.1s，赤緯+76° 14.22′ 42″。